# Katchik Yeladian
Katchik Yedalian, más conocido como Ararat el armenio, fue un luchador profesional armenio nacionalizado argentino que  participó del programa de televisión Titanes en el Ring entre 1962 y 1980.

## Biografía
Yedalian comenzó su carrera de luchador en los 50. En 1957 participó de la película Reencuentro con la gloria, protagonizada por Martín Karadagián. En la década del 60 se une a la troupe de Titanes en el Ring que incluía entre sus luchadores estrellas a Primo Carnera.  En la década del 70 participa de la película Titanes en el ring.
Garo Yedalian se retiró la lucha profesional en 1987 para ingresar a la Escuela Naval en Rio Santiago en donde mantuvo sus habilidades en la Escuadra de Yudo y Catch.